# Cadillac BLS
Cadillac BLS — автомобіль компактного представницького класу, розроблений компанією Saab, підрозділом концерну General Motors, і продавався в Європі під брендом Cadillac. 

## Опис

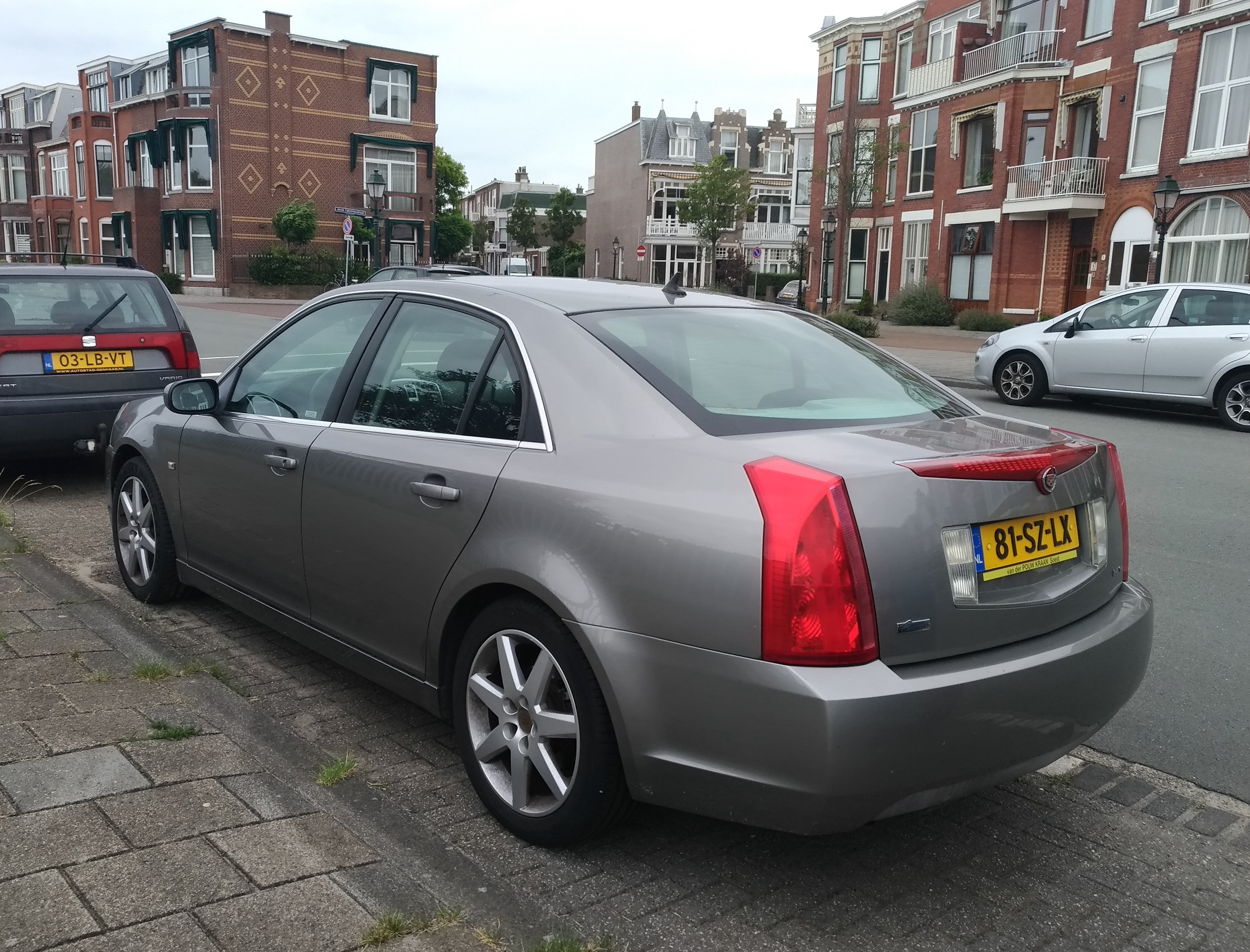

BLS фактично був переробленим Saab 9-3 і, як і він, базувався на платформі Epsilon I. 
У доведення і модернізацію конструкції автомобіля було вкладено понад мільярд крон (близько $ 140 млн). Модель випускалася в Тролльгеттані паралельно з Saab 9-3 і Saab 9-5. Продажі седана почалися в березні 2006 року, версія з кузовом універсал побачила світ рік по тому. Примітно, що з загальною довжиною в 4681 мм BLS був приблизно на 150 мм коротше, ніж CTS, найменший Cadillac з представлених на північноамериканському ринку.
BLS був представлений на ринках Аравії, Мексики, Південної Африки і Південної Кореї з 2007 року. На американський ринок не поставлявся ніколи.

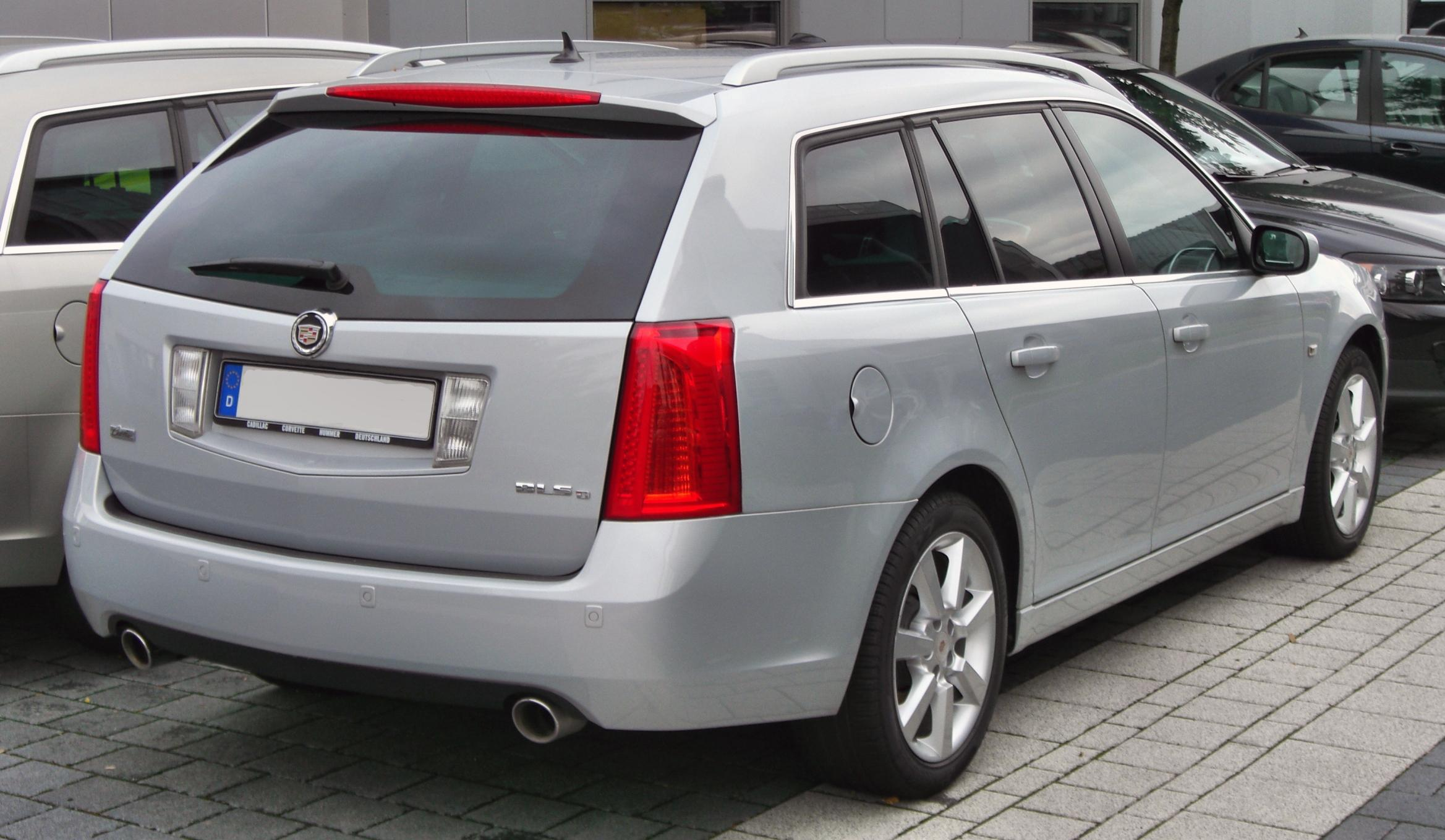

Продажі автомобіля успіху не мали: в 2006 році виробили 3257 автомобілів, а в 2007 році вже 2772 штуки, причому з них 282 реалізували в Німеччині. Виробництво Cadillac BLS через невисокий попит повністю було зупинено в 2009 році.

## Назва
BLS відомий багатьом як "Bob Lutz Special" - посилання на віце-голову Боба Лутца, який на той час керував розробкою продуктів GM.  
Лутц, прихильник ребеджингу, хотів використати Saab 9-3, щоб заповнити діри в асортименті Cadillac.

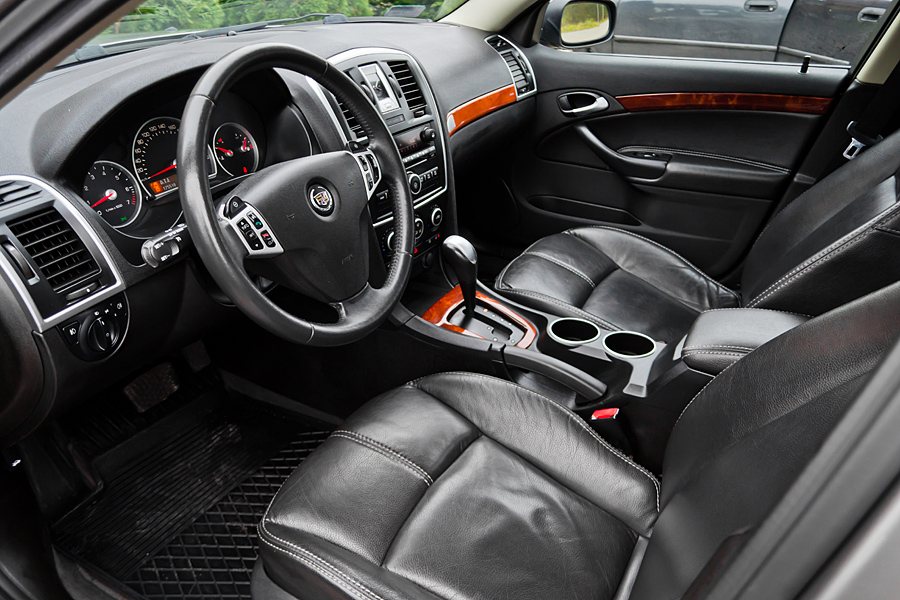

Згадку про Боба Лутца можна розглядати і як підтримку, і як критику його стратегії. Незважаючи на те, що BLS був ринковим провалом, багато методів розробки значків, використаних у BLS, призвели до успіху інших продуктів GM, особливо значного покращення загальної якості продукції легкових автомобілів та продуктивності.
Відповідно до GM, BLS розшифровується як «розкішний седан B-сегменту», будучи меншим класом, ніж седан CTS середнього розміру. Це узгоджується з Seville Luxury Sedan, пізніше відомим як Cadillac SLS у Китаї.

### Двигуни
- 1.9 L Fiat turbo diesel I4
- 2.0 L turbocharged Ecotec LK9 I4
- 2.8 L HFV6 V6